# Vật lý nhiệt

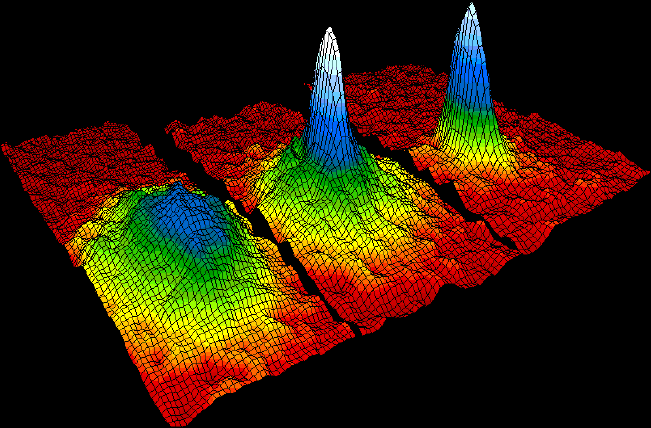
Ngưng tụ Bose-Einstein - hình ảnh đại diện của vật lý nhiệt.

Vật lý nhiệt là môn khoa học nghiên cứu kết hợp về nhiệt động lực học, cơ học thống kê và lý thuyết động học của chất khí. Chủ đề bao này thường được thiết kế cho sinh viên vật lý và các ngành liên quan để cung cấp giới thiệu chung cho mỗi ba môn học liên quan đến nhiệt cốt lõi. Tuy nhiên, các tác giả khác định nghĩa vật lý nhiệt lỏng lẻo là tổng của chỉ nhiệt động lực học và cơ học thống kê.

## Tổng quan
Vật lý nhiệt, nói chung, là nghiên cứu về bản chất thống kê của các hệ thống vật lý từ góc độ năng lượng. Bắt đầu với những điều cơ bản về nhiệt và nhiệt độ, vật lý nhiệt phân tích định luật thứ nhất của nhiệt động lực học và định luật thứ hai của nhiệt động lực học từ góc độ thống kê, xét về số lượng microstate tương ứng với một macrostate nhất định. Ngoài ra, khái niệm entropy được nghiên cứu thông qua lý thuyết lượng tử.
Một chủ đề trung tâm trong vật lý nhiệt là phân phối xác suất chính tắc. Bản chất điện từ của photon và phonon được nghiên cứu cho thấy các dao động của trường điện từ và mạng tinh thể có nhiều điểm chung. Sóng tạo thành cơ sở cho cả hai hạt này, với điều kiện là kết hợp lý thuyết lượng tử.
Các chủ đề khác được nghiên cứu trong vật lý nhiệt bao gồm: thế năng hóa học, bản chất lượng tử của một loại khí lý tưởng, tức là về fermion và boson, ngưng tụ Bose - Einstein, năng lượng tự do Gibbs, năng lượng tự do Helmholtz, cân bằng hóa học, cân bằng pha, định lý pha, entropy ở độ không tuyệt đối và các quá trình vận chuyển như quãng đường tự do trung bình, độ nhớt và độ dẫn nhiệt.